# Cirsium souliei
Cirsium souliei là một loài thực vật có hoa trong họ Cúc. Loài này được (Franch.) Mattf. ex Rehder & Kobuski mô tả khoa học đầu tiên năm 1933.